# CLCN7
El gen CLCN7 es una porción de ADN ubicado en humanos en la banda 13.3 del brazo corto del cromosoma 16 que codifica para la síntesis de la subunidad alfa del canal 7 de cloruro, también conocida como transportador 7 de intercambio H+ / Cl-, la cual es proteína transmembrana.  En las células melanocíticas, este gen está regulado por el factor de transcripción asociado a la microftalmia.
El producto de este gen pertenece a la familia de proteínas de los canales de cloruro CLC. Los canales de cloruro juegan un papel importante en la membrana plasmática y en los orgánulos intracelulares. Este gen codifica el canal de cloruro 7. Los defectos en este gen son la causa de la osteopetrosis autosómica recesiva tipo 4 (OPTB4), también llamada osteopetrosis maligna infantil tipo 2, así como la causa de la osteopetrosis autosómica dominante tipo 2 (OPTA2), también llamada Enfermedad de Albers-Schonberg. La osteopetrosis es una enfermedad genética rara caracterizada por un hueso anormalmente denso, debido a la resorción defectuosa del hueso inmaduro. OPTA2 es la forma más común de osteopetrosis, que ocurre en la adolescencia o la edad adulta.

## Significación clínica
Se ha informado que las mutaciones en el gen CLCN7 están asociadas con la osteopetrosis autosómica dominante tipo II, una enfermedad rara de los huesos.